# Jan Marcin Bansemer
Jan Marcin Bansemer (także: Banzemer, ur. 29 maja 1802 w Warszawie, zm. 4 września 1840 w Londynie) – kartograf, działacz Wielkiej Emigracji.

## Życiorys
Bansemer był synem pochodzącego z miejscowości Neustettin (dziś: Szczecinek) na Pomorzu Zaodrzańskim Martina Jakuba, kupca który osiedlił się w Warszawie prawdopodobnie w czasie panowania pruskiego po III rozbiorze Polski (rodzina wywodziła się podobno z Anglii), i Heleny Ludwiki z Kurtzów (zm. 1849), ewangelików.
Uczęszczał do Liceum Warszawskiego, które ukończył z wyróżnieniem około 1819, po czym studiował prawo i administrację na Królewskim Uniwersytecie Warszawskim. Jeszcze jako student brał udział w pracach nad uregulowaniem systemu miar i wag w Kongresówce. Magisterium otrzymał w 1822 i wstąpił do wojska. W 1826 awansował na podporucznika w Półbaterii Rakietników Konnych.
Po wybuchu powstania listopadowego został kierownikiem wydziału fabrykacji broni, który mieścił się w warszawskim Arsenale. 21 marca 1831 awansował na porucznika w sztabie gen. Dwernickiego, nieco później został kapitanem artylerii i kawalerem orderu Virtuti Militari. Odegrał ważną rolę przy i po przejściu resztek pobitych wojsk polskich do Prus Wschodnich, opiekując się żołnierzami i pomagając im z własnych funduszów.
Z Prus Wschodnich Bansemer udał się do Drezna i Lipska, gdzie pośredniczył w organizowaniu dalszej emigracji Polaków do Francji i Anglii i usiłował stworzyć polskie centrum naukowe w Saksonii – wydał m.in. dzieło Brzozowskiego Histoire de la guerre de Pologne en 1831 i jedną z edycji Ksiąg Pielgrzymstwa Mickiewicza.
Około 1833 Bansemer przeniósł się do Londynu, gdzie rozwinął swą działalność polityczną i naukową. Przy współpracy z księciem Adamem Jerzym Czartoryskim utrzymywał kontakt z polskimi żołnierzami przybyłymi na początku 1834 do Harwich na okręcie Union, przekonując ich, by podjęli się służby wojskowej we francuskiej Legii Cudzoziemskiej w Algierii. Powstałe w 1832 Literackie Towarzystwo Przyjaciół Polski powierzyło mu zadanie doradcy w sprawach wypłat zasiłków dla ubogich emigrantów. W tych ostatnich latach przed śmiercią Bansemer zbliżył się do ideologii panslawizmu w jej wczesnej formie i wydał w Londynie „Marię” Antoniego Malczewskiego z nową pisownią wzorowaną na czeskiej. Cieszył się dużym uznaniem wśród intelektualistów angielskich. Trzy lata przed śmiercią wydał wspólnie z ekonomistą Piotrem Falkenhagen-Zaleskim pierwszy w dziejach kartografii polskiej atlas historyczny,  Poland, Atlas containing the Political Changes that Country has experienced during the last sixty Years from 1771 to the present Time.
Bansemer nie założył rodziny i zmarł w Londynie w wieku 38 lat, prawdopodobnie na gruźlicę.